# Anarta aethiops
Anarta aethiops är en fjärilsart som beskrevs av Hoffmann 1893. Anarta aethiops ingår i släktet Anarta och familjen nattflyn. Inga underarter finns listade i Catalogue of Life.